# De Ven

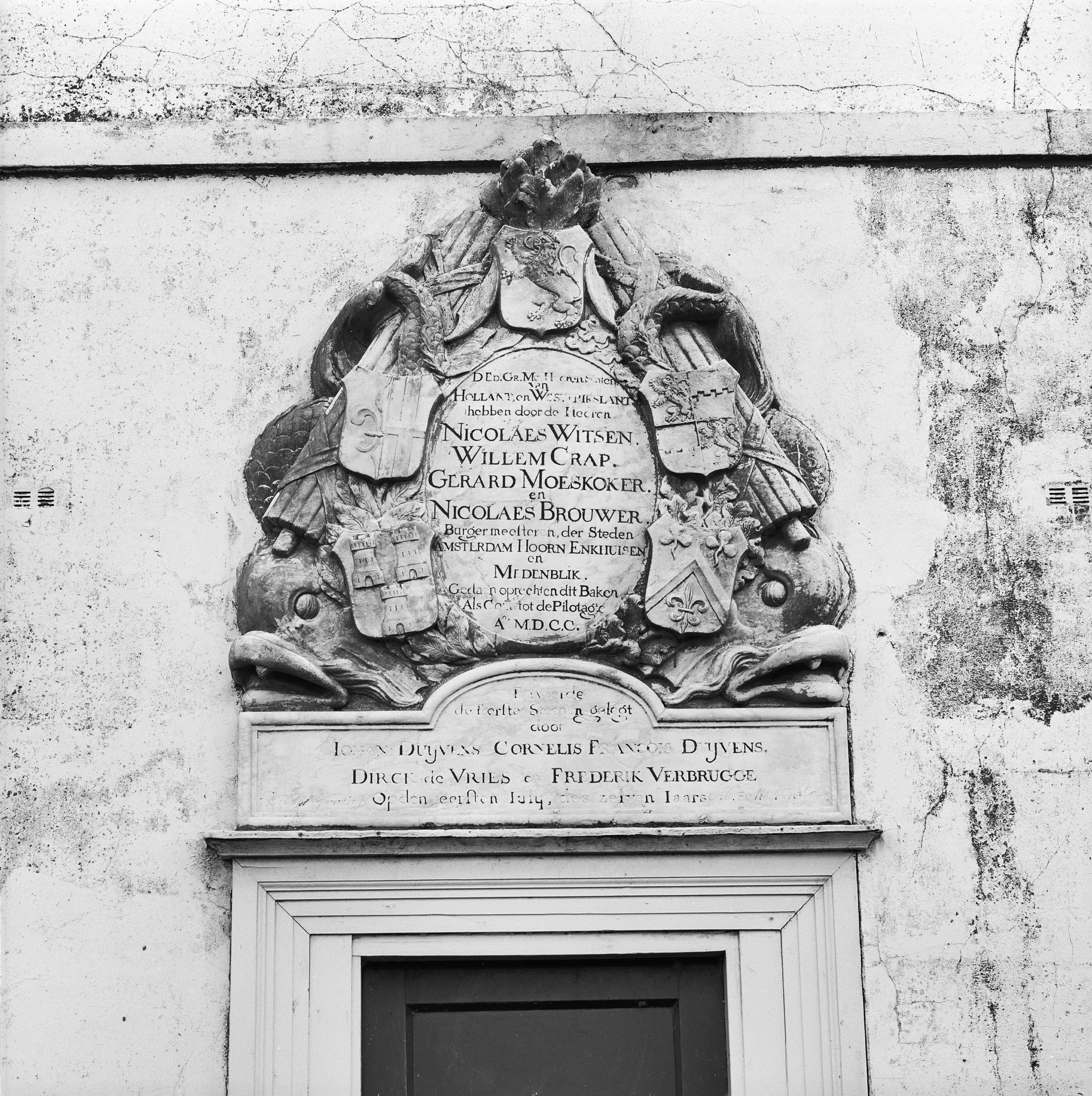
Gevelsteen boven de ingang die herinnert aan de bouw van de toren.

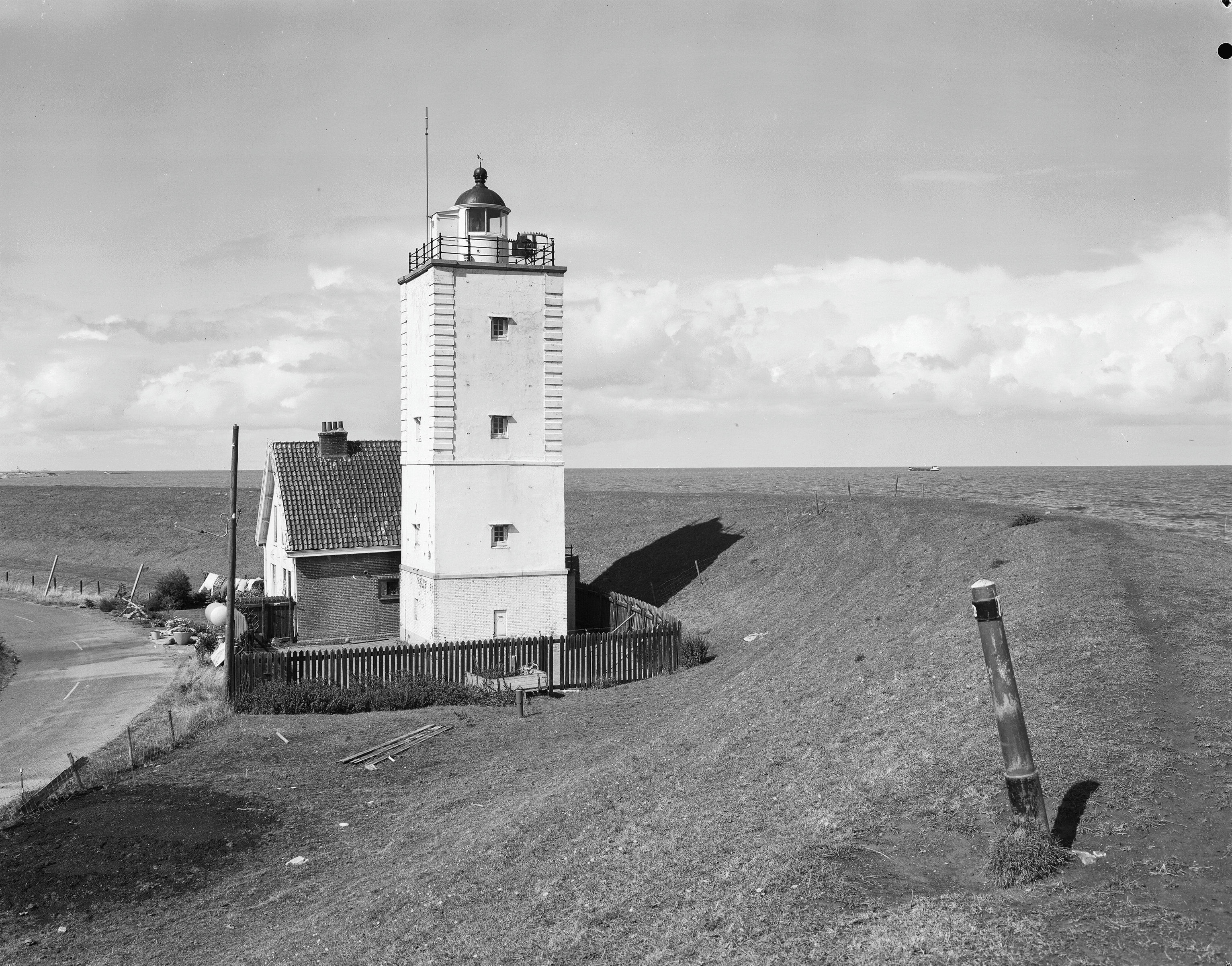
De vuurtoren met uitzicht op het IJsselmeer.

De Ven, is een witte vierkante bakstenen vuurtoren aan de IJsselmeerdijk bij het dorp Oosterdijk ongeveer vier kilometer noordelijk van Enkhuizen. De toren is gebouwd in 1699-1700 en een van de oudste vuurtorens van Nederland. De toren heeft een hoogte van 15 meter en de lichthoogte is 17 meter. Boven de ingang bevindt zich een cartouche met de namen van de stichters.
Bij helder weer is de vuurtoren duidelijk zichtbaar vanaf de dijk Enkhuizen - Lelystad.

## Geschiedenis
In 1699 besloten de 'commissarissen van pilotage' (het loodswezen uit die tijd) dat er drie lichtopstanden langs de Zuiderzeekust moesten komen. De toren De Ven is een van de drie lichtopstanden die zijn aangelegd om de route vanaf de Waddenzee naar Amsterdam te markeren. Samen met de soortgelijke torens bij Marken en bij Durgerdam zorgden deze ervoor dat de scheepvaart van zee naar Amsterdam zijn route wist te vinden. De bouwkosten voor de drie torens werden geraamd op 16.000 gulden, waarin de Staten van Holland voor 8.000 gulden zouden bijdragen. Van deze drie torens is alleen De Ven nog aanwezig. De beide andere zijn in de 19e eeuw vervangen door ijzeren exemplaren. Voor deze drie vuurtorens werd gebruikgemaakt van een uitvinding van Jan van der Heyden kort daarvoor: de al in Amsterdam toegepaste op olie brandende straatlantaarns. Vader en zoon Van der Heyden leverden het materiaal voor de drie vuurtorens.
In 1819 brandde De Ven geheel uit. Het lichthuis was vernield en alleen de buitenmuren stonden nog. De noodverlichting die men plaatste deed twintig jaar dienst. In 1834 werd de toren voorzien van een nieuw lichthuis met fresneloptiek. Naast de vuurtoren stond tot ver in de twintigste eeuw een seinpaal, die door middel van dagmerken en bollen aanwijzingen over wind, water en storm gaf aan passerende schepen. Op het lichthuis bevindt zich een walmbol, die ervoor zorgt dat condens wel naar buiten kan en de regen niet naar binnen. Sinds 1966 is de toren een rijksmonument.
Op 16 april 2009 werd het licht gedoofd, omdat de sectoren de vaargeul vanaf Lemmer niet goed meer konden markeren. Na protest is het licht op 21 oktober 2009 toch weer ontstoken. De rode sectoren zijn verwijderd. Het lichtkarakter is nu LFI W 10s.
De toren heeft een lamp van 250 watt. Er is geen radar aanwezig en de vuurtoren is niet geopend voor publiek.

## Gebeurtenissen
- 1699: besluit tot bouw van de toren
- 1700: bouw afgerond
- 1819: toren uitgebrand
- 1834: lichthuis vervangen en fresnellens aangebracht
- 1839: licht ontstoken
- 1883: voorzien van elektrisch licht
- 1926: gasgloeilamp aangebracht
- 1966: monumentstatus
- 2009: licht gedoofd en weer opnieuw ontstoken met een ander lichtkarakter
- 2022/2023: restauratie

## Licht
- Kleur van licht: wit
- Lichtpatroon: Licht gedurende 2,5 seconden. Licht op elke 10 seconden.
- Lichtkarakter: LFI W 10s
- Lichtsterkte: 2200 candela
- Zichtbaarheid: 11 zeemijl